# Lijst van oorlogsmonumenten in Stein
De Nederlandse gemeente Stein heeft verschillende oorlogsmonumenten. Hieronder een overzicht. Zie ook Lijst van Stolpersteine in Stein.
| Nr.                             | Object                               | Herdachte groep                                   | Ontwerper                                               | Onthulling       | Type            | Locatie                                  | Plaats                                  | Coördinaten                   | Foto |
| ------------------------------- | ------------------------------------ | ------------------------------------------------- | ------------------------------------------------------- | ---------------- | --------------- | ---------------------------------------- | --------------------------------------- | ----------------------------- | ---- |
| 1340                            | Monument voor kapelaan J.W. Berix    | burgerslachtoffers, verzet Nederland              | Charles Vos (ontwerp), Firma Sillen en Co. (uitvoering) | 2 september 1956 | beeld/sculptuur | Kap. Berixstraat, 6171 GK                | Meers                                   | 50° 58' 7" NB, 5° 44' 59" OL  |      |
| 2273                            | Monument voor Nederlandse Militairen | militairen in dienst van het Ned. Kon. 1940-1945  | Schols (ontwerp), Steenhouwerij Laudy (uitvoering)      | 1 mei 1948       | zuil            |                                          | Berg aan de Maas                        | 51° 0' 20" NB, 5° 46' 11" OL  |      |
| Dit oorlogsmonument op Wikidata | Graf van Sgt. Bart van Boxtel        | militairen in dienst van het Ned. Kon. 1945-heden |                                                         |                  | grafmonument    | begraafplaats, Molenweg Zuid 81, 6129 HC | Urmond                                  | 50° 59' 31" NB, 5° 46' 20" OL |      |
| Dit oorlogsmonument op Wikidata | Stolpersteine                        | vervolgden Nederland                              | Gunter Demnig                                           |                  | plaquette       | Zie Lijst van Stolpersteine in Stein     | Berg aan de Maas, Elsloo, Stein, Urmond |                               |      |

Beek ·
Beekdaelen ·
Beesel ·
Bergen ·
Brunssum ·
Echt-Susteren ·
Eijsden-Margraten ·
Gennep ·
Gulpen-Wittem ·
Heerlen ·
Horst aan de Maas ·
Kerkrade ·
Landgraaf ·
Leudal ·
Maasgouw ·
Maastricht ·
Meerssen ·
Mook en Middelaar ·
Nederweert ·
Peel en Maas ·
Roerdalen ·
Roermond ·
Simpelveld ·
Sittard-Geleen ·
Stein ·
Vaals ·
Valkenburg aan de Geul ·
Venlo ·
Venray ·
Voerendaal ·
Weert